# Volkszählung in Russland 2002
Die Volkszählung in Russland 2002 (russisch Всероссийская перепись населения 2002 года Wserossijskaja perepis nasselenija 2002 goda, wiss. Transliteration Vserossijskaja perepis' naselenija 2002 goda) war die erste Volkszählung in der Russischen Föderation. Sie wurde vom 9. bis zum 16. Oktober 2002 vom Föderalen Dienst für staatliche Statistik (Rosstat) durchgeführt.